# Musciarabia
La musciarabìa (in arabo مشربية‎?, mušrabīya o mashrabiyya) è un dispositivo di ventilazione forzata naturale, frequentemente usato nell'architettura tradizionale dei Paesi arabi.

La riduzione della superficie, prodotta dalla griglia della musciarabia, accelera il passaggio del vento. L'effetto viene accompagnato dal contatto con superfici umide, bacini o piatti riempiti d'acqua, che diffondono il senso di freschezza all'interno della casa.

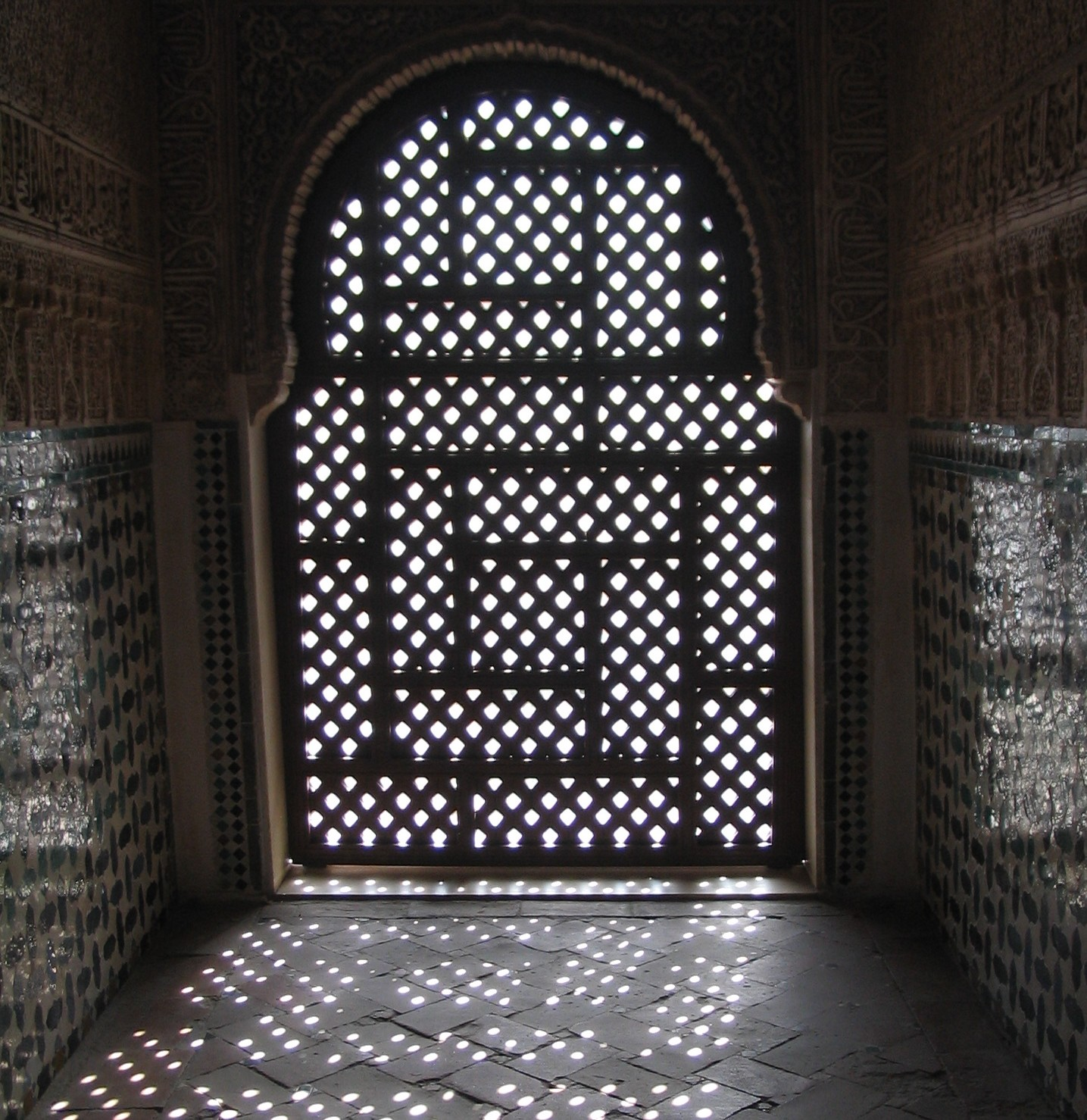
Arcata chiusa da una musciarabia. Alhambra (Granada, Spagna).

La musciarabia è spesso presente nei palazzi a fianco di porte di servizio che conducono ad anticamere. Elaborata nell'architettura islamica, essa serve essenzialmente a salvaguardare le donne da sguardi indiscreti. Costituita generalmente da piccoli elementi in legno intarsiato, assemblati secondo un disegno geometrico, sovente complesso, la musciarabia forma una stretta griglia di cui sono spesso dotate finestre, logge e balconi, chiamati in tal modo per sineddoche. Tale tecnica è parimenti utilizzata nella fabbricazione di mobili, e il nome che questi ultimi ricevono è parimenti quello di musciarabia.
La «gelosia» designa un sistema di persiane orientabili che consentono alle persone situate all'interno di un'abitazione di osservare ciò che si trova loro davanti, senza peraltro essere visti.

## Etimologia
La parola araba deriva dalla radice linguistica <š-r-b> che significa "bere". La parola sembra nata dall'abitudine di bere mettendosi all'ombra di una musciarabia.

## Egitto
Questo tipo di finestre è caratteristico dell'architettura cairota del XVII e del XVIII secolo.

## Al-Andalus

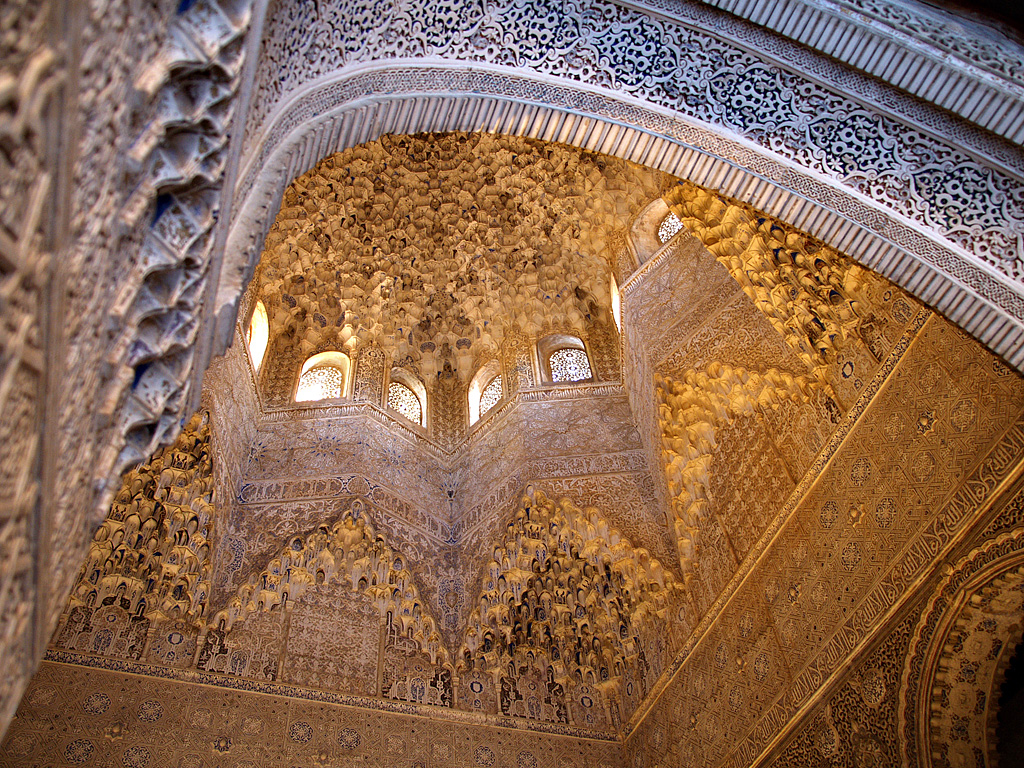
Sala del Patio dei Leoni (Granada, Alhambra, arte nasride).

Le finestre a gelosia permettono di diffondere la luce sulle pareti interne con una luminosità delicata che proviene dal soffitto, illuminando gli stucchi, principalmente di color blu, bianco e rosso. Le gelosie dei palazzi nasridi sono finestre ricoperte da decorazioni e vetri colorati, che non lasciano filtrare all'interno altro che una luce dolce, fornendo un'illuminazione minima, ma sufficiente alle sale. 
Tale tecnica fu molto usata nell'Egitto mamelucco del XIII secolo, per poi essere adottato in al-Andalus.

## Esempi

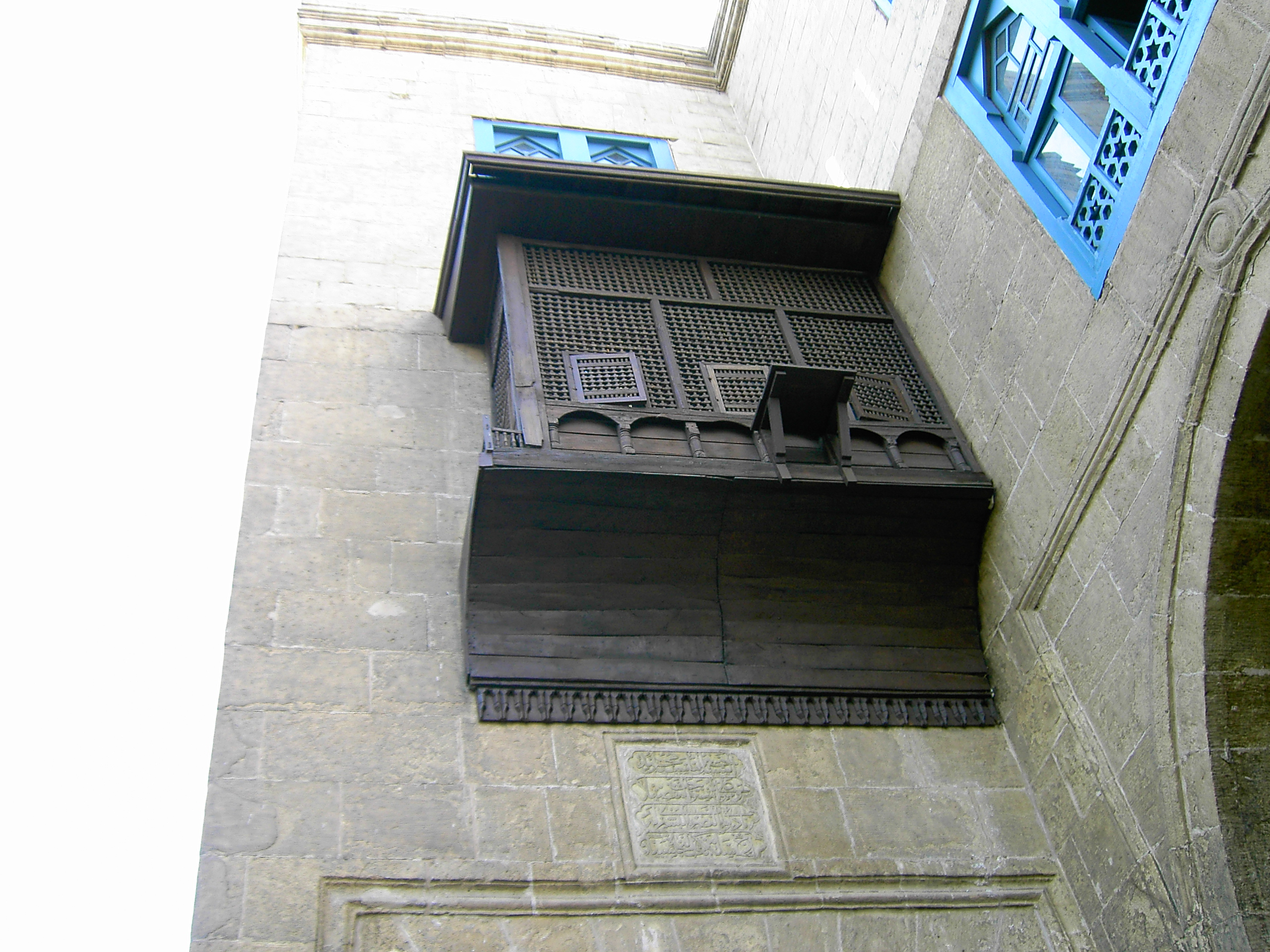
Il Cairo (Egitto)
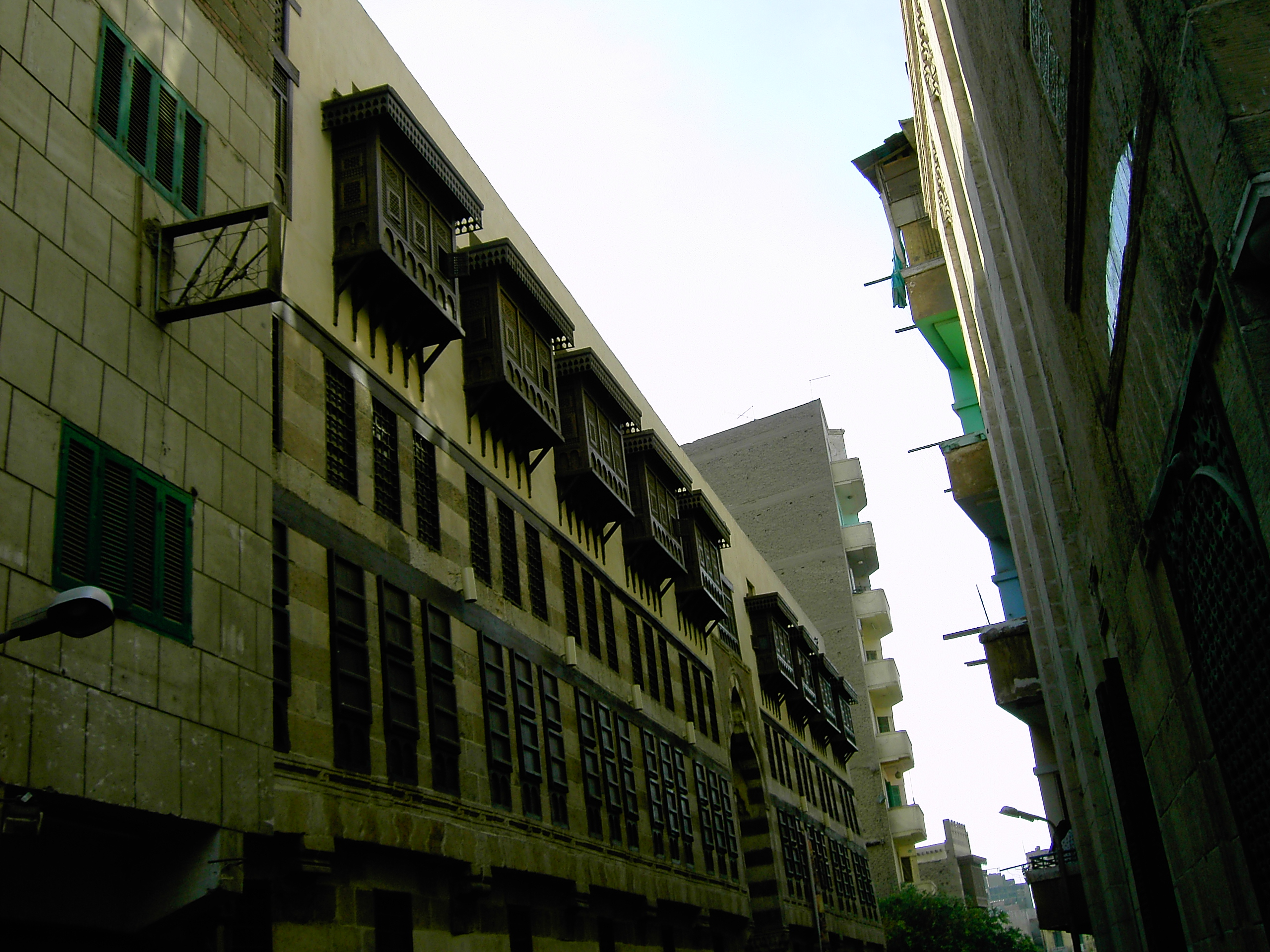
Via del Cairo (Egitto)
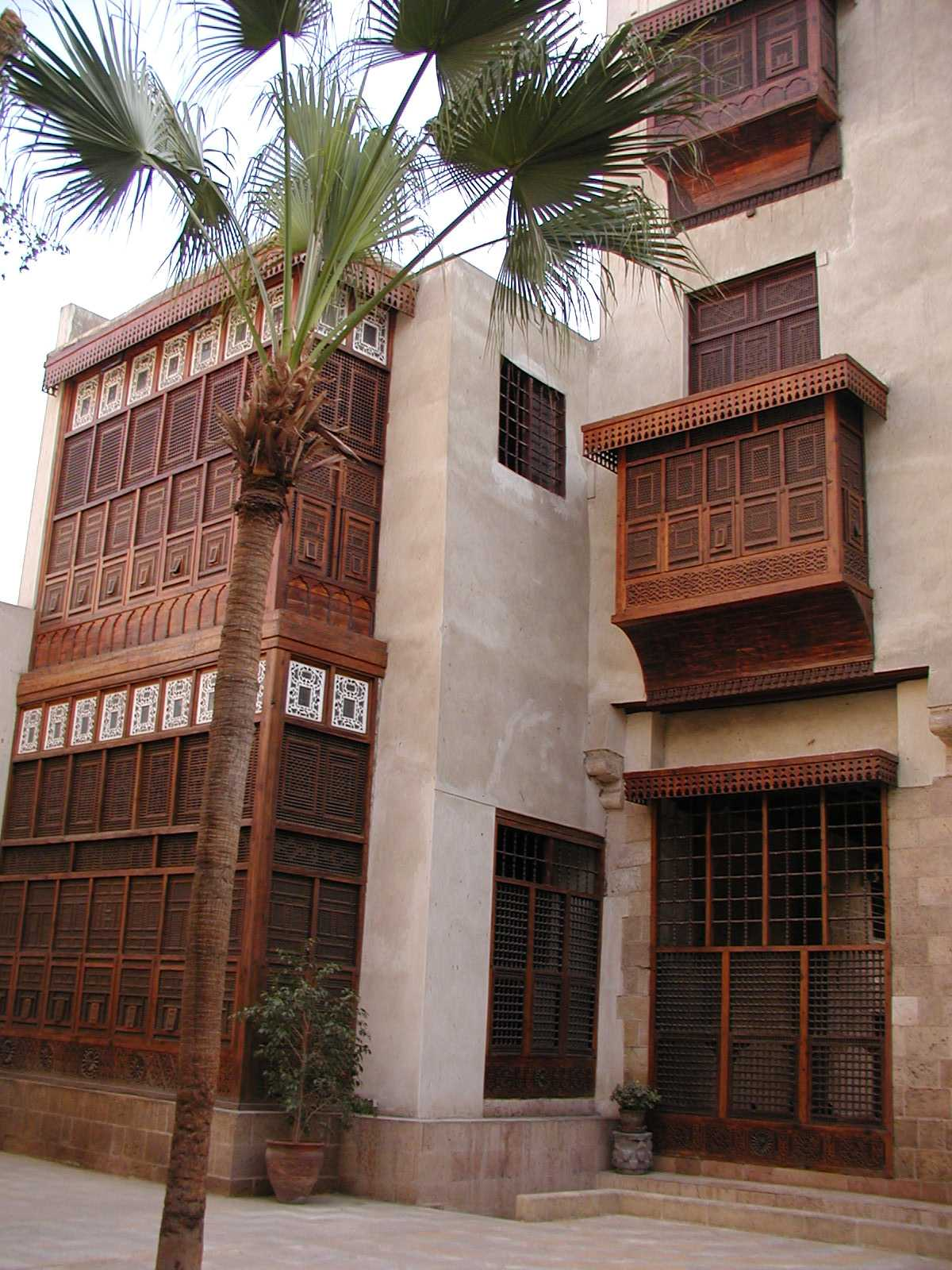
Il Cairo, facciata di una villa moderna
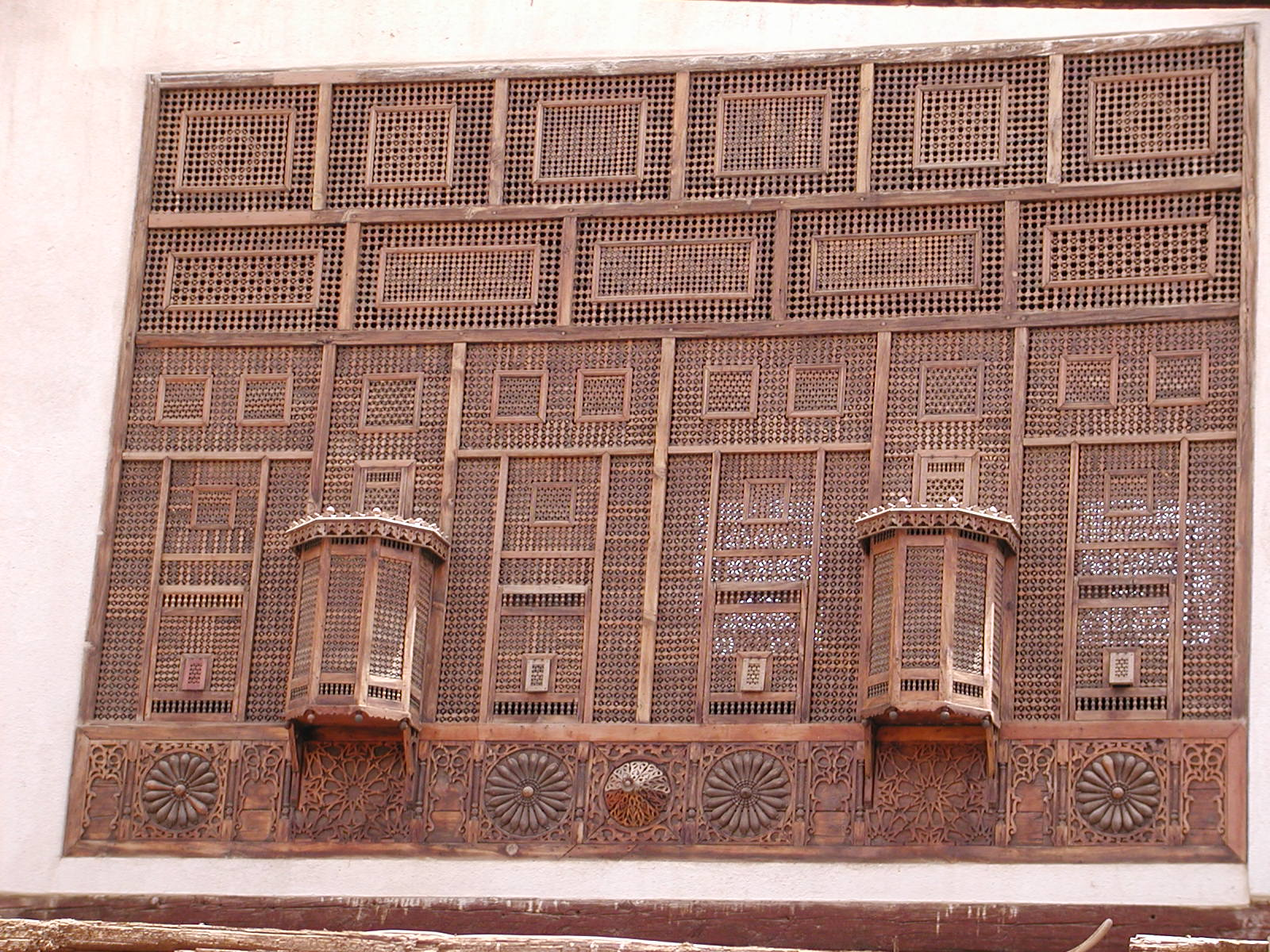
Il Cairo, villa moderna
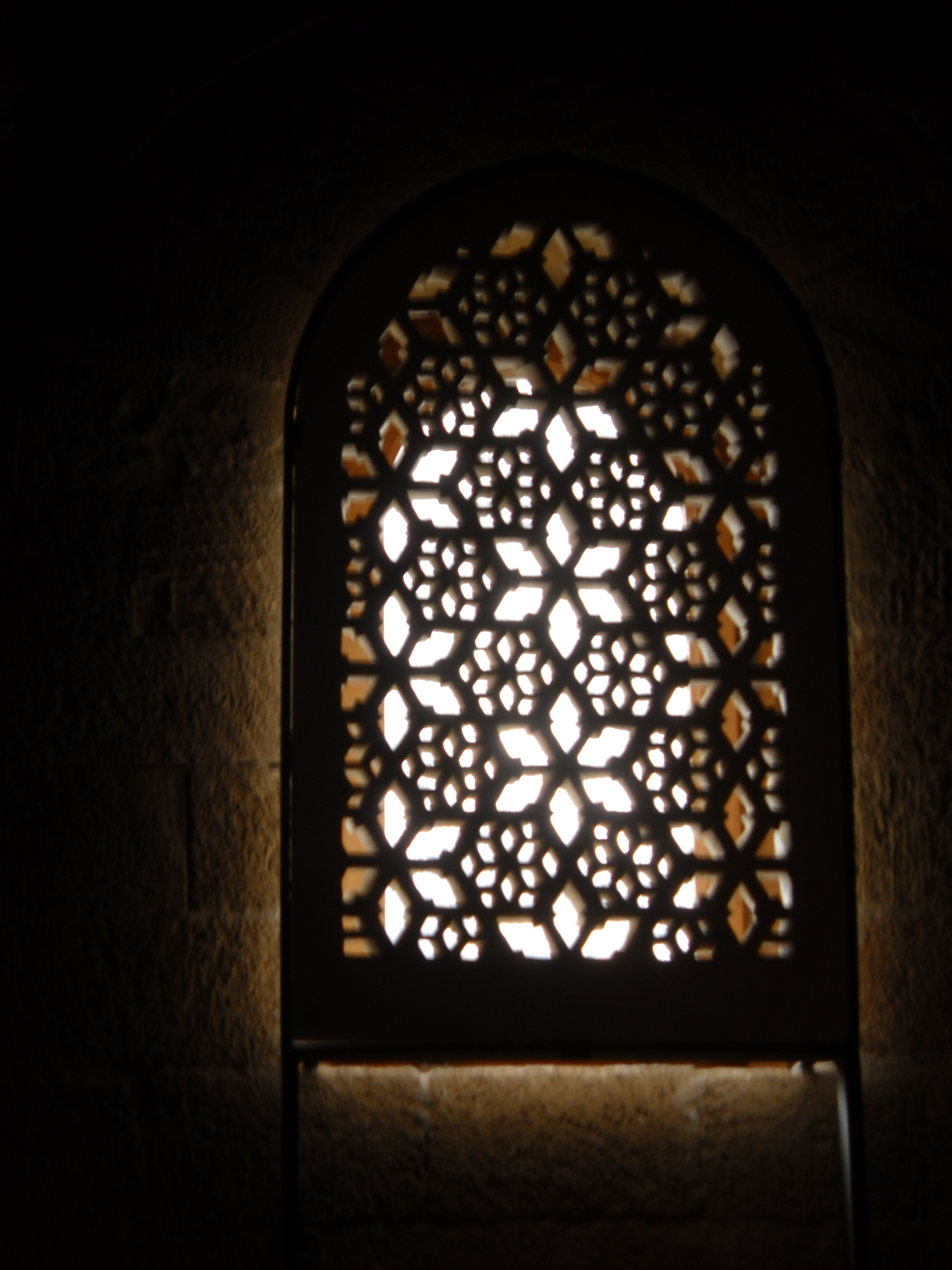
Palazzo della Zisa di Palermo, (Italia)
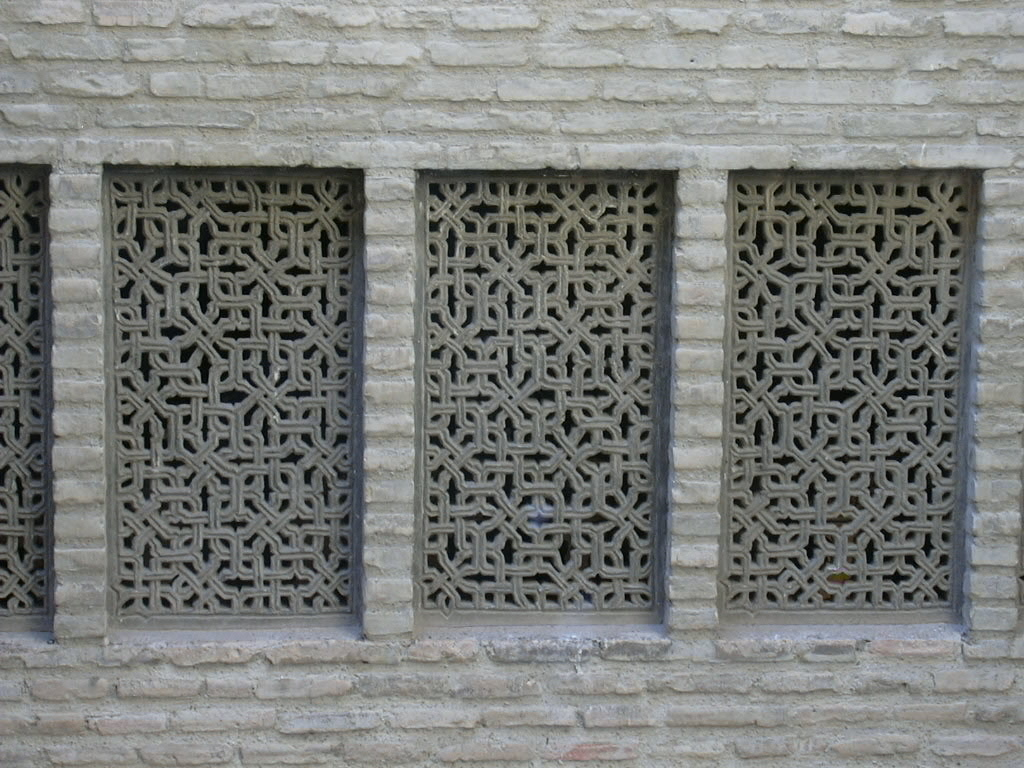
Palazzo della Castello dell'Aljafería, Saragozza, (Spagna)
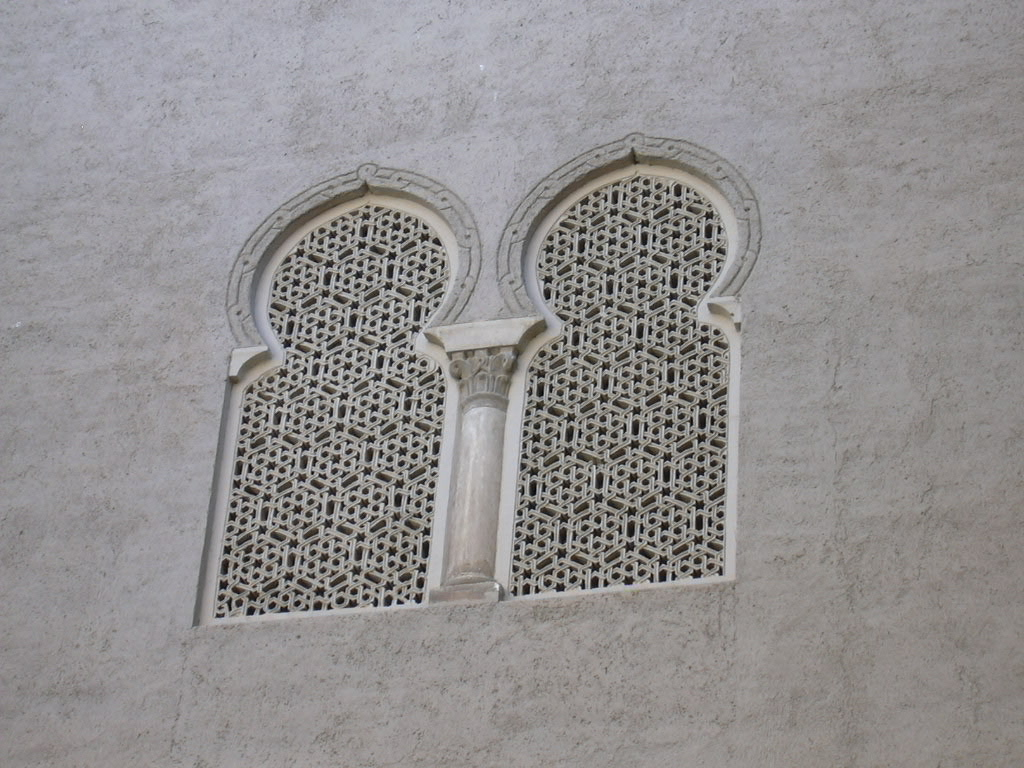
La Aljafería, Saragozza, Spagna
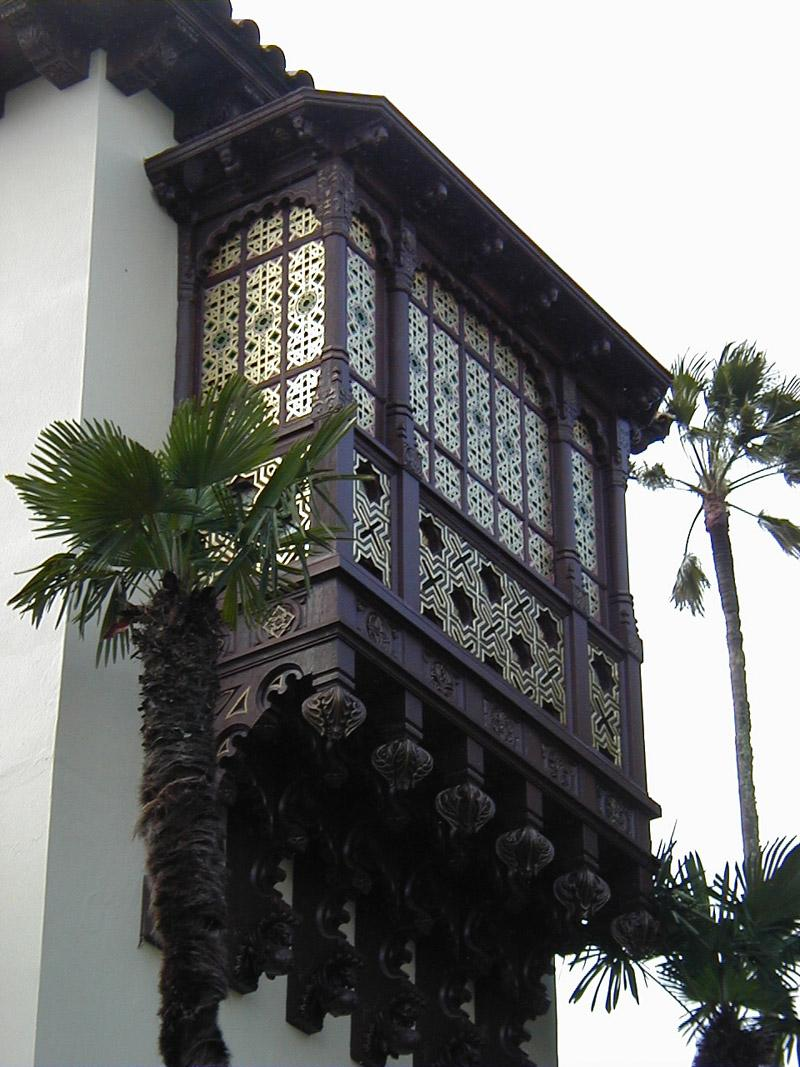
Castello Hearst (California, Stati Uniti), in stile cairota